# Requiem (Jenkins)

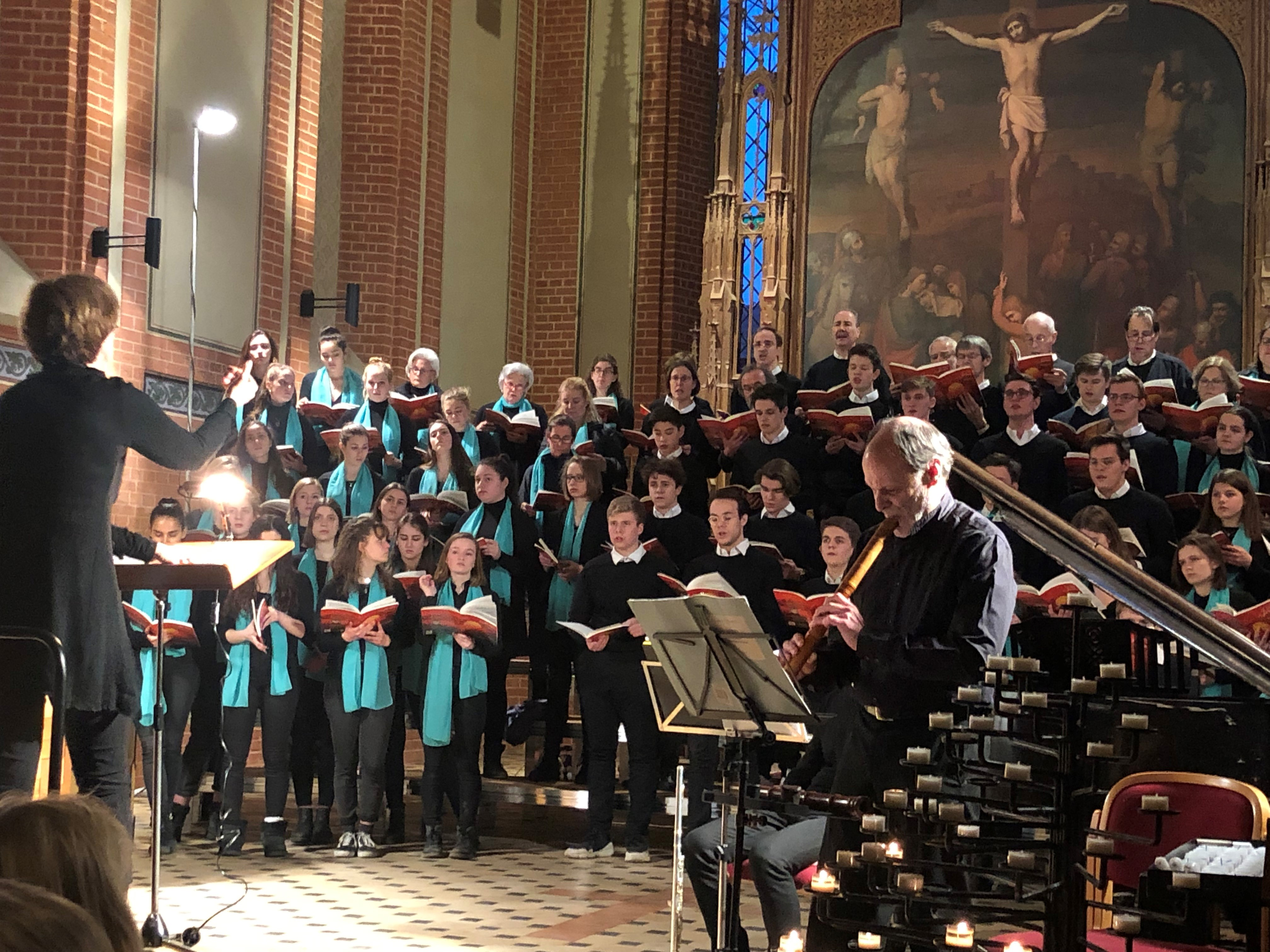
Aufführung in der Pfarrkirche St. Marien (Plau am See)

Requiem ist eine klassische Komposition von Karl Jenkins, erstmals aufgeführt und aufgenommen im Jahr 2005. Die Uraufführung fand am 2. Juni 2005 in der Southwark Cathedral statt. Aufführende waren das West Kazakhstan Philharmonic Orchestra und Adiemus percussion and brass. Dirigent war der Komponist selbst.
Die Solisten waren Nicole Tibbels (Sopran), Clive Bell (Shakuhachi), Sam Landman (Knabensopran) and Catrin Finch (Harfe).
Das Requiem weist insgesamt 13 Sätze auf (in der japanischen Kultur eine göttliche Zahl, der besonderer Segen zuteilwird) und zeichnet sich besonders dadurch aus, dass einige Textelemente des üblichen lateinischen Requiemtextes ersetzt werden durch japanische Haiku-Gesänge bzw. mit diesen kombiniert werden. Es enthält auch die (wie auch schon von Gabriel Fauré und Maurice Duruflé in ihre Requiems eingefügten bzw. hervorgehobenen) Sätze Pie Jesu und In paradisum.